# Лешехеб, Абделькадер
Абделькадер Лешехеб (13 июля 1954, Уджда — 10 ноября 2024) — марокканский дипломат, в прошлом футболист.

## Биография
В молодости занимался футболом, играл в марокканских клубах Union Sportive Musulmane d'Oujda (1972), «Мулудиа» Уджда, «Видад» Касабланка. В составе последнего стал лучшим бомбардиром чемпионата 1975/76 с 23 голами. В 1982 году окончил факультет международных отношений в Университете Хасана II (Касабланка), кандидат юридических наук. Обучался в Женеве, где играл в команде первого дивизиона. Провёл 15 матчей за сборную Марокко.
С 1983 года работал в МИД Марокко. В 1988 году — советник по иностранным делам Министерства иностранных дел и сотрудничества Марокко, советник по экономике и вопросам ГАТТ при Постпредстве Марокко при ООН в Женеве. Заместитель постоянного представителя Марокко при ГАТТ. В 1996—1998 годах — руководитель Канцелярии министра иностранных дел и сотрудничества.
- С 1998 по 2003 год — посол Марокко в Канаде.
- С 1999 по 2003 год — посол Марокко на Багамских островах по совместительству.
- С 2003 по 2008 год — посол Марокко в Японии.
- С 2004 по 2008 год — посол Марокко на Филиппинах по совместительству.
- С 2008 по 2019 год — чрезвычайный и полномочный посол Королевства Марокко в Российской Федерации[2].

Умер 10 октября 2024 года в возрасте 70 лет после борьбы с продолжительной болезнью.

## Награды
- Нагрудный знак МИД России «За взаимодействие» (2019)[4].